# Leere Herzen

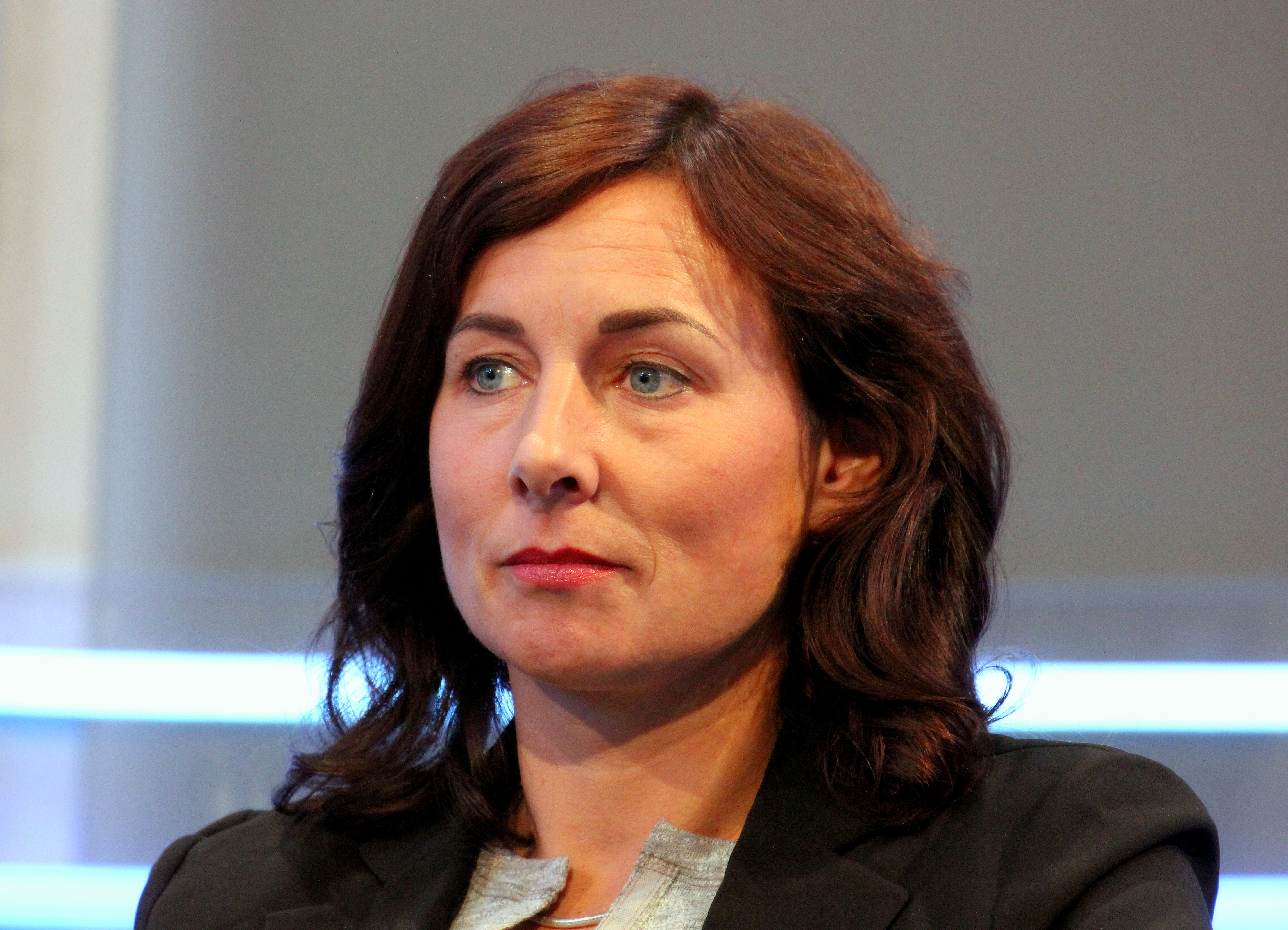
Juli Zeh (2016)

Leere Herzen ist ein Roman von Juli Zeh, der dem Genre Thriller zugerechnet wird. Er erschien 2017 bei Luchterhand. In dem dystopischen Roman, der in der nahen Zukunft spielt, geht es um politische Gleichgültigkeit in einem nationalistischen Regime und um ein lukratives Geschäft mit der Vermittlung von Selbstmordattentätern. Der Roman wurde in den führenden deutschen Feuilletons eher ablehnend rezipiert.

## Inhalt
Der Buchtitel ist die Übersetzung des fiktiven Songtitels Empty Hearts vom fiktiven Debütalbum der fiktiven zwölfjährigen Sängerin Molly Richter. Ein Zitat aus dem Song ist dem Roman als Motto vorgestellt: „Full Hands Empty Hearts. It's a Suicide World Baby.“ Auf dem Blatt davor steht die Widmung „Da. So seid ihr“.
Das angebliche Molly-Richter-Album erschien im Jahr 2025, in diesem Jahr, wenige Jahre in der Zukunft vor dem Erscheinungsjahr des Buches, 2017, spielt auch die Romanhandlung. Bundeskanzlerin Angela Merkel ist längst abgewählt, die neue Kanzlerin Regula Freyer gehört zur Besorgte-Bürger-Bewegung (BBB), die als alleinregierende Partei Zug um Zug Elemente der Demokratie abbaut, so soll die Fünfprozenthürde durch eine 15-Prozent-Hürde ersetzt werden. Die Befugnisse von Polizei und Geheimdienst werden stetig ausgeweitet. Die Innenministerin trägt den Nachnamen Wagenknecht (ein Vorname wird nicht genannt). Die Zahl arabischer und türkischer Geschäfte in den Innenstädten wird reduziert. Auch in der internationalen Politik hat sich manches geändert, die UNO soll aufgelöst werden, Trump, an den sich die Menschen längst gewöhnt haben, und Putin haben nach ihrer Verbrüderung den Syrienkrieg beendet. Auf den britischen Brexit folgten Frexit und Free Flandern.
Der Trend zum Wohnen in Großstädten unter Freiberuflern ist gebrochen, vorgezogen werden inzwischen „saubere“ Mittelstädte wie Braunschweig, in der die Protagonistin des Romans, Britta, mit ihrer Familie wohnt und mit ihrem Compagnon, dem Programmierer Babak, ihre Geschäfte macht. Braunschweig ist „gut durchdachte Mittelmäßigkeit“ für „unauffälliges Durchwurschteln“. Britta will dort eine unauffällige Existenz für sich und die ihren. Für den Rest fühlt sie sich nicht zuständig. Es wisse doch ohnehin niemand mehr, wofür oder wogegen er zu sein habe. Trotz des BBB-Regimes gehe es den Menschen gut, eventuell sogar besser als früher.
Britta muss zwar aus beruflichen Gründen Politik in groben Zügen verfolgen, vertritt ansonsten aber die Auffassung, „dass Politik wie das Wetter ist: Sie findet statt, ganz egal, ob man zusieht oder nicht, und nur Idioten beschweren sich darüber.“
Britta und Babak betreiben eine  Agentur namens Brücke, die via Algorithmus selbstmordgefährdete Menschen ermittelt und ihre Suizidalität therapiert. Wer im Laufe des angebotenen Behandlungsprogramms Besserung und neuen Lebensmut verspürt, verlässt das Programm und spendet zumeist freiwillig aus Dankbarkeit. Wer nach voller Behandlung immer noch sehr deutlich suizidal ist, wird von Britta und Babak gebührenpflichtig als Selbstmordattentäter an islamistische Gruppen oder gewaltbereite Umweltorganisationen vermittelt und auf seine finale Mission vorbereitet. Es handelt sich insgesamt um ein ertragreiches Geschäft.
Britta meint, ihr Projekt mache die Welt besser: „Wer heutzutage einen Attentäter braucht, muss nicht mehr auf verblendete Djihadisten mit narzisstischer Störung zurückgreifen, nicht auf halbe Kinder mit Waffenfetisch oder auf Psychopathen, die Ausländer und Frauen hassen. Sondern bekommt einen professionell ausgebildeten, auf Herz und Nieren geprüften Märtyrer, der für eine höhere Sache sterben will. Die Brücke hat den Terroranarchismus beendet. Es gibt feste Absprachen und kontrollierte Opferzahlen.“ Medien und Politik hätten sich an dieses Geschäftsmodell gewöhnt, der Grad an Hysterie sei erheblich gesunken.
Als sich am Leipziger Flughafen ein stümperhaftes Attentat ereignet, das so der Brücke nie passieren würde, wird klar, dass Britta und Babak Konkurrenz bekommen. In einem spannenden Krimi-Plot wird entwickelt, dass sich eine Gruppe Empty Hearts des Brücke-Geschäftsmodells bemächtigen will, um eine Serie von Selbstmordattentaten gegen das BBB-Regime zu richten. Daraufhin erwachsen bei Britta demokratische Impulse: „Diejenigen, die Freyer und Konsorten ins Amt gebracht haben, sollen sie auch wieder abwählen (...) Wir sind immer noch eine Demokratie.“ Sie überlässt der Konkurrenz Attentäter aus dem Brücke-Reservoir, sorgt aber trickreich dafür, dass der Putschversuch des Konkurrenzunternehmens scheitert.
Babak fragt Britta abschließend: „Dir ist klar, dass die BBB gestärkt aus dem Putschversuch hervorgehen wird?“ Sie nickt. Babak weiter: „Ich bin nicht sicher, ob ich verstehe, warum du das getan hast.“ Sie lächelt.

## Rezeption
Jacqueline Thör meint in der Zeit über Zehs Roman, er beantworte klar, warum Nationalismus und Extremismus immer weiter zunehmen. Schuld seien prinzipienlosen Bürger, wie die nihilistische Protagonistin Britta, die ihrer Wut entfliehen, indem sie sich in Gleichgültigkeit flüchten. Leere Herzen sei ein als herkömmlicher Thriller getarntes Pamphlet, das sich gegen uns alle richtet. Es sei zudem das deutsche Äquivalent zu Michel Houellebecqs dystopischem Werk Unterwerfung. In Zehs Version hätten jedoch die Nationalisten und nicht die Islamisten die Oberhand gewonnen.
Katharina Granzin fragt in der tageszeitung, was Juli Zeh „mit dem durch und durch kulturpessimistischen Genreprofiteur von Buch“ eigentlich bezwecke – außer ein bisschen auf der Welle der momentanen politischen Krisenstimmung mit zu surfen. Die Weltkritik des Romans sei konfus, seine gesamte Grundkonstruktion schief zusammengesteckt. Er stecke voller Ideen für eine schlechtere Zukunft, mache aber das Handeln und Nichthandeln der Menschen darin zu wenig plausibel. Vielleicht sei er einfach zu schnell geschrieben worden, was für nach Aktualität heischenden Genreliteratur nicht unüblich sei. Ähnlich kritisiert Cornelia Geissler in der Frankfurter Rundschau: Zu oft stehe das Gedankengerüst der Autorin unverputzt vor den Leseraugen herum.
FAZ-Rezensent Tilman Spreckelsen schreibt: „Wer nicht wählen geht, sich nicht engagiert, der darf sich nicht beklagen, lernen wir. Der Roman aber, den der Buchumschlag verheißt, hat an so viel Botschaft allzuschwer zu tragen.“
Björn Hayer wertet im Spiegel, von Terrorismus, Demokratiefeindlichkeit, Stellvertreterkriegen, bis hin zur Cyberkriminalität habe Zeh sämtliche Diskurszutaten unserer Tage in einen Topf geworfen und verrührt. Ihre anfangs gestochen scharfe Milieustudie verkomme dabei zu einer Polit-Satire ohne Ziel und Aussagekraft.
Ursula März (Deutschlandfunk Kultur) registriert, dass Juli Zeh es verstehe, politische Eindringlichkeit mit klassischem Storytelling zu verknüpfen. Sie vermerkt aber, eine gewisse Tendenz zur sprachlichen Schlichtheit und zur Mechanik politischer Anschauungen lasse sich in Leere Herzen jedoch noch weniger als in vorangegangenen Büchern übersehen.

## Lied
Das titelgebende Musikstück wurde von der Musikerin Nina Omilian verarbeitet und unter dem Titel Full hands, empty hearts im Jahr 2017 veröffentlicht.

## Hörbuch
Die Hörbuchausgabe im Hörverlag wurde von der Schauspielerin Ulrike Tscharre eingelesen und im Herbst 2017 auf NDR Kultur in einer gekürzten Fassung in 15 Teilen urgesendet.

## Ausgaben
- Leere Herzen. Luchterhand, München 2017, ISBN 978-3-630-87523-1.